# Giampaolo Caruso
Pour les articles homonymes, voir Caruso (homonymie).
Giampaolo Caruso (né le 15 août 1980 à Avola, dans la province de Syracuse, en Sicile) est un coureur cycliste italien.

## Biographie
En 2001, Giampaolo Caruso évolue dans l'équipe amateur italienne Zoccorinese-Vellutex pour sa troisième et dernière année. Il remporte le championnat d'Europe des moins de 23 ans à Apremont en France. En octobre, il est vice-champion du monde des moins de 23 ans à Lisbonne au Portugal, entre deux de ses coéquipiers de Zoccorinese-Vellutex : Yaroslav Popovych, qui domine la saison dans sa catégorie, et Ruslan Gryschenko. Il termine la saison à la troisième place du classement UCI de cette catégorie.
Il devient coureur professionnel en 2002 dans l'équipe espagnole ONCE-Eroski. En début d'année 2003, il se distingue en à l'occasion du Tour Down Under, au cours duquel il s'impose sur la cinquième étape à Willunga. À l'arrivée, des traces de nandrolone sont cependant découvertes à l'issue d'un contrôle antidopage. Ce contrôle positif, non révélé par l’organisation de la course, lui vaut d'être suspendu pour une durée de six mois. Il se voit ainsi déchu de sa victoire ainsi que de sa cinquième place au classement général.
Soupçonné de dopage, Giampaolo Caruso a été acquitté, le 12 février 2008 par la Commission de discipline de la Fédération italienne de cyclisme en raison de l'insuffisance des preuves.
Sur le Tour d'Italie 2014, Caruso, comme de nombreux autres coureurs, chute dans les derniers kilomètres de la sixième étape. Il ne termine pas l'étape car il subit des contusions sur tout son corps, ce qui s'ajoute à une fracture à un scaphoïde occasionnée à la suite d'une chute dans une précédente étape. Il figure parmi une liste de onze coureurs sélectionnés pour la course en ligne des championnats du monde.
En 2015, Caruso s'illustre sur les classiques ardennaises. Il attaque sur le sommet de la côte de Cherave dans le final de la Flèche wallonne et se lance à la poursuite du Belge Tim Wellens, avant d'être repris non loin du mur de Huy. Dans Liège-Bastogne-Liège, il s'échappe aux côtés du Tchèque Roman Kreuziger et du Danois Jakob Fuglsang. En août 2015, l'UCI annonce qu'il a fait l'objet d'un contrôle positif à l'EPO le 27 mars 2012 et le suspend provisoirement, en attendant l'analyse de l'échantillon B. En juin 2017, Caruso - qui est alors provisoirement interdit de courir - est suspendu 2 ans, à compter de la date du 18 août 2015. Les résultats du coureur obtenus entre le 27 mars et le 31 décembre 2012 sont annulés, tandis que sa victoire lors de Milan-Turin en 2014 et sa quatrième place sur Liège-Bastogne-Liège de cette même année, ne lui sont pas retirées.

## Palmarès et classements mondiaux

### Palmarès amateur
- 2000
  - Giro del Belvedere
  - Gran Premio Sportivi Persignanesi
  - Trofeo Gianfranco Bianchin
  - 3e du Grand Prix de Poggiana
  - 3e du Tour des régions italiennes
- 2001
  -  Champion d'Europe sur route espoirs
  - Coppa Fiera di Mercatale
  - Bratislava-Bradlo
  - 2e du Trofeo Banca Popolare di Vicenza
  -  Médaillé d'argent du championnat du monde sur route espoirs
  - 3e du Giro del Belvedere

### Palmarès professionnel
| - 2003 - 5e étape du Tour Down Under - 2004 - 10e de l'Amstel Gold Race - 2005 - 4e du Tour de Lombardie - 2006 - 8e du Tour de Suisse - 2009 - Brixia Tour : - Classement général - 1reb et 4e étapes - 3e de la Route du Sud | - 2010 - 3e étape du Tour de Burgos (contre-la-montre par équipes) - 9e du Tour de Lombardie - 2012 - 3e du Trophée Melinda - 2014 - Milan-Turin - 4e de Liège-Bastogne-Liège |  |

### Classements sur les grands tours

#### Tour de France
2 participations
- 2012 : 37e
- 2015 : 90e

#### Tour d'Italie
6 participations
- 2005 : 19e
- 2006 : 12e
- 2010 : 46e
- 2011 : 42e
- 2013 : 41e
- 2014 : abandon (6e étape)

#### Tour d'Espagne
5 participations
- 2004 : 72e
- 2005 : 59e
- 2010 : 36e
- 2013 : 49e
- 2014 : 15e

### Classements mondiaux
| Année                  | 2005 | 2006 | 2007 | 2008 | 2009 | 2010 | 2011 | 2012 | 2013 | 2014 | 2015 |
| ---------------------- | ---- | ---- | ---- | ---- | ---- | ---- | ---- | ---- | ---- | ---- | ---- |
| Classement ProTour     | 71e  | 93e  |      |      |      |      |      |      |      |      |      |
| Calendrier mondial UCI |      |      |      |      |      | 170e |      |      |      |      |      |
| UCI World Tour         |      |      |      |      |      |      | 192e | 231e | 184e | 70e  | nc   |
| UCI Europe Tour        |      |      |      | 108e | 15e  |      |      |      |      |      |      |